# Кросс, Эдвард
Эдвард Эфраим Кросс (англ. Edward Ephraim Cross; 22 апреля 1832 — 3 июля 1863) — американский журналист, издатель первой газеты в Аризоне и разведчик американской армии во время войны с апачами. Полковник федеральной армии во время гражданской войны в США, командир бригады. Погиб под Геттисбергом во время боя на поле Уитфилд.

## Ранние годы
Кросс родился в Ланкастере (штат Нью-Гэмпшир) в семье Эфраима Кросс и Эбигейл (Эверетт) Кросс. Он окончил общую школу в Ланкастере, а затем академию. Уже когда ему было 15 лет, он начал работать в местной газете «Coos Democrat». Впоследствии он переехал в Цинциннати, Огайо, где работал печатником в типографии газеты «Cincinnati Times». У него обнаружились таланты публициста и он стал репортером этой газеты и некоторое время был корреспондентом этой газеты в Вашингтоне. Он писал так же и для других газет, например, для «New York Herald».
27 июля 1858 года он покинул Цинцинати и переехал в Табак на аризонской территории, где занялся инвестициями в шахты, а также стал выпускать первую в этих краях газету — «Weekly Arizonian». Во время экспедиций против апачей он иногда служил при армии США разведчиком.

## Гражданская война
Когда началась гражданская война, Кросс был определён полковником в 5-й Нью-Гэмпширский пехотный полк, который стал частью 1-й дивизии II корпуса Потомакской армии. Кросс скоро заслужил репутацию строгого и жёсткого командира. Он участвовал в сражении при Севен-Пайнс, где был ранен дважды: в бедро и в висок. Первая рана вывела его из строя на два месяца и он вернулся в Нью-Гэмпшир.
Во время сражения при Энтитеме его полк (часть бригады Колдуэлла), участвовал в атаке на позиции южан на Санкен-Роуд. Полк наступал на крайнем левом фланге бригады Колдуэлла и отбил две попытки южан атаковать фланд бригады. «Полковник Кросс немедленно развернул полк и встретил врага ружейным залпом, — писал Колдуэлл в рапорте, — который остановил его и отбросил назад. Противник затем снова двинулся на наш левый фланг. Он снова встретил Кросса, который, при содействии 81-го пенсильванского полка… отбросил противника с большими потерями». Капрал роты G захватил знамя 4-го северокаролинского полка. В этом бою Кросс был ранен трижды: осколками снаряда в щёку, в правый глаз, и затем в правую руку, но все ранения были лёгкими.
В декабре полк Кросса участвовал в сражении при Фредериксберге, где штурмовал высоты Мари. В этом бою Кросс был ранен шесть раз: сначала осколком снаряда в грудь, потом осколком снаряда ему выбило два зуба, затем осколком в лоб, затем осколком над правым глазом, затем осколком в руку и осколком в левую ногу. Эти ранения оказались серьёзными и он вышел из строя до марта 1863 года.
Полк Кросса участвовал в сражении при Чанселорсвилле, однако активно задействован не было. 22 мая 1863 года Джон Колдуэлл стал командиром дивизии, а место бригадного командира перешло Кроссу. Командование 5-м Нью-Гэмпширским принял подполковник Чарльз Хэпгуд. К началу Геттисбергской кампании бригада Кросса состояла из четырёх полков:
- 5-й Нью-Гэмпширский пехотный полк: подполковник Чарльз Хэпгуд
- 61-й Нью-Йоркский пехотный полк, подполковник Оскар Броди
- 81-й Пенсильванский пехотный полк, полковник Генри МакКин
- 148-й Пенсильванский пехотный полк, подполковник Роберт МакФарлан.

На поле боя под Геттисбергом полк прибыл утром 2 июля. К этому моменту отношение к Кроссу в бригаде было неоднозначным. Он тщательно следил за снабжением бригады и настаивал на соблюдении санитарных норм. Он требовал от солдат целиться во время стрельбы и никогда не думать об отступлении. Все признавали его храбрость и хладнокровие. «Если бы все полковники армии были такими, мы бы не проигрывали сражений», заметил потом один из его людей. Но при всём этом у Кросса был сложный характер. Особенно невзлюбил его 148-й пенсильванский. Кросс решил, что подполковник Макфарлан недостаточно опытен на данный момент и поручил полковнику Маккину общее командование 81-м и 148-м полками. Эта вполне логичная мера вызвала резкое недовольство рядовых и офицеров 148-го пенсильванского.
Кроме того, в те дни Кросс чувствовал приближение смерти. 28 июня он сказал штабному офицеру, что грядущее сражение будет его последним и попросил офицера присмотреть за его вещами после смерти. 2 июля он повторил эту просьбу.
Днём 2 июля, после 16:00, командование (предположительно Хэнкок) приказало Колдуэллу направить его бригаду на левый фланг армии, на помощь корпусу Сиклса. Бригада Кросса пошла в авангарде этого манёвра. В это время его встретил Хэнкок и сказал: «Полковник Кросс, сегодня вы добудете себе звезду [генерала]!», на что Кросс ответил: «Нет, генерал, это моя последняя битва». Продолжая марш, бригада прошла ферму Тростла (штаб III корпуса), затем вошла в лес Тростл-Вуд, где развернулась в боевую линию. Выйдя на край поля Уитфилд, бригада построилась вдоль изгороди в три шеренги. В это самое время кто-то из штаба Сайкса прискакал с просьбой о помощи и Кросс приказал начать наступление от изгороди через пшеничное поле (Уитфилд).
5-й Нью-Гэмпширский и 148-й пенсильванский наступали через лес, а 61-й и 81-й Нью-Йоркские — прямо по полю Уитфилд. Они наступали так быстро, что смогли захватить в плен несколько человек из пикетной цепи противника. Кросс находился на правом фланге бригады. Когда наступление приостановилось, он велел офицерам ждать команду на атаку или же ориентироваться на горн 5-го Нью-Гэмпширского и отправился на левый фланг, чтобы узнать, что там происходит. В это время в зарослях раздался выстрел, и Кросс был ранен пулей Минье в живот. Сержант Чарльз Фелпс успел заметить снайпера и в свою очередь подстрелить его. Командование полком принял полковник Маккин.
Кросс был доставлен в полевой госпиталь, где умер на следующий день. Перед смертью он сказал: «Я надеялся увидеть времена, когда в нашей несчастной стране восстановится мир. Надеюсь, парни будут по мне скучать. Попрощайтесь со всеми за меня».